# Берска каза
Берската каза е каза в Османската империя, част от Солунския санджак на Солунския вилает в началото на XX век. Център на казата е град Бер, а нахия е Негуш.
В 1895 година по Османското салнаме Ениджевардарската каза има 9317 души мухамедани и 26 672 немухамедани. В 1898 година те са съответно 5596 турци, 14 782 гърци и българи, 2505 власи, 1444 цигани, 392 евреи. Към 1900 година според статистиката на Васил Кънчов („Македония. Етнография и статистика“) казата брои 6267 българи християни, 7300 турци, 14 976 християни гърци, 7890 власи, 500 евреи, 1700 цигани или общо 38 633 души.
След Балканските войни казата остава в границите на Кралство Гърция.